# The Killer's Game
The Killer's Game é um filme de ação e suspense norte-americano de 2024, dirigido por J.J. Perry e escrito por Rand Ravich e James Coyne, baseado no romance homônimo de 1997 de Jay Bonansinga. O filme é estrelado por Dave Bautista, Sofia Boutella, Terry Crews, Scott Adkins, Pom Klementieff e Ben Kingsley.
The Killer's Game foi lançado nos Estados Unidos pela Lionsgate em 13 de setembro de 2024. Recebeu críticas negativas e foi um fracasso de bilheteria.

## Trama
Em uma apresentação de dança em Budapeste, o assassino Joe Flood realiza um assassinato, mas é visto pelos guardas. No caos que se segue, Joe vê uma dançarina caída, Maize, e ajuda a tirá-la de lá em segurança. Ela tenta agradecê-lo, mas Joe começa a sentir dor de cabeça e vai embora antes que Maize possa ajudá-lo.
Após um exame para verificar suas dores de cabeça, Joe encontra Maize em seu estúdio de dança e devolve seu telefone, que ela perdeu durante o caos anterior. Maize e Joe logo se apaixonam, com ele mentindo para ela sobre sua profissão. Joe logo é diagnosticado com a doença de Creutzfeldt-Jakob, e seu médico, Dr. Kagan, lhe dá cerca de três meses de vida.
Joe tenta fazer com que seu amigo e manipulador Zvi faça um contrato com ele, o que permitiria que Maize recebesse um seguro de vida pela morte de Joe, mas Zvi se recusa. Joe recorre a Marianna Antoinette, outra assassina e manipuladora, para cuidar do contrato. Marianna, cujo pai foi mentor de Joe antes de matá-lo, aceita o contrato e logo envia o ataque, que entra em vigor à meia-noite. Naquela noite, Joe termina publicamente com Maize e, mais tarde, explica seu diagnóstico em uma mensagem de voz enquanto está bêbado.
Pouco antes da meia-noite, o Dr. Kagan liga para Joe para informá-lo que seu diagnóstico foi incorreto, pois seus resultados de testes foram trocados com os de outro paciente. À meia-noite, Joe é atacado pelo primeiro assassino de Marianna, o coreano Goyang e sua gangue, que ele mata rapidamente. Os irmãos húngaros Langos, que atacam juntos com suas motocicletas, seguem, e Joe os mata também. Joe tenta cancelar o contrato, mas Marianna se recusa e entra em contato com todos os assassinos disponíveis na Europa enquanto ela dobra o contrato inicial de US$ 2 milhões para US$ 4 milhões. Creighton Lovedahl, que recusou o contrato inicial, junta-se à caça, junto com os irmãos escoceses Angus e Rory Mackenzie, as strippers britânicas Ginni e Tonya, também conhecidas como Party Girls, e um assassino dançarino chamado Botas.
Joe visita Zvi e sua esposa, Sharon, e esta última cura suas dores de cabeça e visão ruim. Joe monta armadilhas em um castelo próximo para atrair os outros assassinos até lá. A maioria dos assassinos chega para atacar Joe, mas ele rapidamente os derrota. Enquanto isso, Lovedahl chega a Budapeste, onde é forçado a se juntar a um aspirante a assassino, Money. Os dois rastreiam Maize até seu apartamento e a fazem prisioneira. Lovedahl liga para Joe pelo telefone de Maize e diz para eles se encontrarem em um cemitério próximo.
Quando Joe chega para confrontar Lovedahl, Maize escapa, rouba o carro de Lovedahl e bate nele antes de levar Joe com ela. Um esquadrão de assassinos, liderado pelo braço direito de Marianna, Max, aparece e atira em Joe. Furioso, Lovedahl pede para Max ligar para Marianna e exigir que ela aumente o contrato para US$ 6 milhões antes que ele deixe Money para trás. Enquanto isso, Joe conta a Maize que ele é um assassino e que recebeu um diagnóstico errado, mas que está disposto a se aposentar para ficar com ela. Ela então diz a Joe que está grávida e não gostaria de criar um filho com um assassino. Maize começa a desmaiar porque uma das balas de Max a atingiu no ombro.
Joe leva Maize para uma igreja, onde o padre O'Brien lhes dá abrigo enquanto Joe cuida de Maize. Joe pede Maize em casamento logo depois que ela acorda, e O'Brien relutantemente concorda em casá-los. A cerimônia é interrompida pela chegada de Max e seus homens, que ferem o padre pouco antes de Lovedahl aparecer. Joe mata a maior parte do esquadrão de Max antes de prender Lovedahl sob um andaime. Max tenta matar Joe, mas Maize o mata primeiro com um tiro na cabeça, para seu horror. Joe tira Maize da igreja e deixa Lovedahl ferido, mas vivo, lá. Enquanto isso, Zvi confronta Marianna em seu complexo e a executa por quebrar o código dos assassinos. Mais tarde, Joe e Maize se casam e, embora ele prometa se aposentar da vida de assassino, Maize diz para ele considerar os custos de criar um filho e sugere que ele não desista completamente.

## Elenco
- Dave Bautista como Joe Flood, um assassino veterano
- Sofia Boutella como Maize Arnaud, namorada de Joe
- Terry Crews como Creighton Lovedahl, um assassino de aluguel atrás de Joe
- Scott Adkins como Angus Mackenzie
- Pom Klementieff como Antoinette, uma mulher misteriosa que está atrás de Joe.
- Ben Kingsley como Zvi Rabinowitz, mentor de Joe
- Marko Zaror como Emilio 'El Botas'
- Alex Kingston como Sharon Rabinowitz
- Drew Galloway como Rory Mackenzie
- Shaina West como Tonya
- Lucy Cork como Ginni
- Daniel Bernhardt como Max
- Lee Hoon como Goyang, um assassino contratado por Marianna para matar Joe
- Dylan Moran como Padre O'Brien
- Raffaello Degruttola como Dr. Kagen, um médico que inicialmente diagnostica Joe com uma doença terminal

## Produção

### Desenvolvimento inicial
Originalmente intitulado Godforsaken, Rand Ravich escreveu sua adaptação do romance de Jay Bonansinga, The Killer's Game, em meados da década de 1990 e vendeu seu rascunho para a New Line Cinema em dezembro de 1995. A Intermedia produziria o filme, com Rupert Wainwright contratado para dirigir. Wesley Snipes foi cortejado para estrelar em julho de 2002. A produção deveria começar naquele outono. Um mês depois, começaram as negociações com Mike van Diem para dirigir. A New Line ofereceu o filme a uma grande variedade de diretores, incluindo John Woo, Wolfgang Petersen, Alex Proyas e Renny Harlin, mas não conseguiu atrair nenhum para assinar.
Em agosto de 2004, os direitos foram transferidos para a Paramount Pictures; Intermedia e Andrew Lazar foram contratados para produzir, enquanto Simon Kinberg cuidou das reescritas. Michael Keaton chegou a ser cogitado para estrelar, enquanto Simon Crane e Pitof foram considerados para dirigir. O desenvolvimento parou em 2006 quando a Intermedia fechou.

### Ressurreição
Em dezembro de 2015, a Broad Green Pictures estava em negociações para adquirir os direitos. Em fevereiro de 2018, a STXfilms assumiu, contratando DJ Caruso para dirigir e Jason Statham para liderar. Em abril de 2019, Statham saiu e foi substituído por Dave Bautista. Ice Cube se juntou ao elenco em junho de 2019. Em setembro, Morena Baccarin e Kris Wu se juntaram ao elenco. Caruso e Peter Landesman reescreveram o roteiro antes do início da produção planejado para 2 de dezembro de 2019, na República Dominicana.
O desenvolvimento foi interrompido silenciosamente novamente até maio de 2023, quando os direitos de distribuição foram transferidos para a Lionsgate, com J.J. Perry dirigindo e James Coyne contratado para reescrever o roteiro. Bautista e Ice Cube permaneceram no elenco, com Sofia Boutella e Ben Kingsley adicionados. Em julho, Pom Klementieff, Scott Adkins, Drew McIntyre e Marko Zaror estavam entre as novas adições ao elenco. Em março de 2024, foi anunciado que Terry Crews estrelaria, substituindo Ice Cube.

### Filmagem
As filmagens principais começaram em julho de 2023 em Budapeste, com o filme tendo recebido uma isenção de acordo provisório para prosseguir em meio à greve SAG-AFTRA de 2023.
Os créditos finais da escrita foram enviados em novembro de 2023; o crédito do roteiro foi dado a Ravich e Coyne e o crédito do material literário adicional fora da tela foi atribuído a Caruso, Nick Cassavetes, John Joseph Connolly, Michael Dowse, Cory Goodman, Kinberg, Landesman, Brian Rudnick e Kurt Wimmer.

## Liberação
The Killer's Game foi lançado nos Estados Unidos e Canadá em 13 de setembro de 2024. Foi lançado em VOD e plataformas digitais em 4 de outubro de 2024.

## Recepção

### Bilheteria
Em 17 de outubro de 2024, The Killer's Game arrecadou US$ 5,4 milhões nos Estados Unidos e Canadá, e US$ 523.260 em outros territórios, para um total mundial de US$ 5,9 milhões.
Nos Estados Unidos e Canadá, The Killer's Game foi lançado junto com Speak No Evil e Am I Racist?, e foi projetado para arrecadar cerca de US$ 5 milhões em 2.623 cinemas em seu fim de semana de estreia. O filme arrecadou US$ 1,06 milhão em seu primeiro dia, incluindo US$ 300.000 nas prévias de quinta-feira à noite. Arrecadou US$ 2,6 milhões, terminando em sétimo lugar no fim de semana.

### Resposta crítica
No site agregador de resenhas Rotten Tomatoes, 47% das 49 resenhas dos críticos são positivas, com uma classificação média de 5,2/10. O consenso do site diz: "Embora possa ser elogiado por escalar de forma revigorante o confiável Dave Bautista para um papel romântico, esta comédia de assassino de aluguel morna não faz muitos movimentos inventivos no tabuleiro." O Metacritic, que usa uma média ponderada, atribuiu ao filme uma pontuação de 36 em 100, com base em nove críticos, indicando resenhas "geralmente desfavoráveis". O público pesquisado pelo CinemaScore deu ao filme uma nota média de "B+" em uma escala de A+ a F, enquanto os pesquisados pelo PostTrak deram a ele uma pontuação geral positiva de 63%, com 45% dizendo que definitivamente o recomendariam.